# Mizgin Ay
Mizgin Ay (* 22. Juni 2000 in der Provinz Batman) ist eine türkische Leichtathletin kurdischer Abstammung, die sich auf den Sprint spezialisiert hat.

## Sportliche Laufbahn
Erstmals bei einer internationalen Meisterschaft trat Mizgin Ay bei den 2016 erstmals ausgetragenen Jugendeuropameisterschaften in Tiflis an. Dort erreichte sie in 11,96 s den sechsten Platz über 100 Meter und in 24,32 s Platz sieben im 200-Meter-Lauf. Zudem wurde sie mit der türkischen Sprintstaffel (1000 Meter) im Vorlauf disqualifiziert. Im Jahr darauf gewann sie bei den Islamic Solidarity Games in Baku in 11,71 s die Bronzemedaille im 100-Meter-Lauf hinter der Gambierin Gina Bass und Nigina Sharipova aus Usbekistan und wurde über 200 Meter in 24,14 s Sechste. Mit der 4-mal-100-Meter-Staffel konnte sie ihr Rennen nicht beenden und mit der 4-mal-400-Meter-Staffel gewann sie in 3:41,29 min die Bronzemedaille hinter den Teams aus Bahrain und Nigeria. Anschließend siegte sie bei den Jugendweltmeisterschaften in Nairobi in 11,62 s über 100 Meter und gewann im 200-Meter-Lauf in 23,76 s die Bronzemedaille. Nur eine Woche später nahm sie an den U20-Europameisterschaften in Grosseto teil und erreichte dort über 100 Meter das Halbfinale und schied dort mit 12,02 s aus, wohingegen sie über 200 Meter im Vorlauf disqualifiziert wurde und mit der 4-mal-100-Meter-Staffel in der Vorrunde ihr Rennen nicht beenden konnte. 2018 belegte sie bei den U23-Mittelmeermeisterschaften in Jesolo in 11,70 s den sechsten Platz über 100 Meter und wurde über 200 Meter in 24,70 s Achte. 2019 nahm sie im 60-Meter-Lauf an den Halleneuropameisterschaften in Glasgow teil und schied dort aber mit 7,42 s in der ersten Runde aus. Im Juli erreichte sie bei der Sommer-Universiade in Neapel das Halbfinale über 100 Meter, in dem sie mit 11,75 s ausschied. Über scheiterte sie mit 24,34 s in der ersten Runde und auch mit der 4-mal-400-Meter-Staffel erreichte sie mit 3:37,94 min nicht das Finale. Zuvor wurde sie bei den Europaspielen in Minsk in 11,62 s Achte über 100 Meter. Anschließend gelangte sie bei den U20-Europameisterschaften im schwedischen Borås das Finale über 100 Meter, in dem sie in 11,66 s Rang sieben belegte. 2020 gewann sie bei den Balkan-Hallenmeisterschaften in Istanbul in 7,38 s die Silbermedaille über 60 m und im Jahr darauf belegte sie bei den U23-Europameisterschaften in Tallinn in 23,74 s den achten Platz über 200 m und schied im 100-Meter-Lauf mit 11,44 s im Halbfinale aus. 2022 startete sie über 100 Meter bei den Mittelmeerspielen in Oran und klassierte sich dort mit 11,86 s auf dem achten Platz.
2023 schied sie bei den World University Games in Chengdu mit der 4-mal-100-Meter-Staffel mit 45,20 s im Vorlauf aus.
In den Jahren 2020 und 2021 wurde Ay türkische Hallenmeisterin im 60-Meter-Lauf.

## Persönliche Bestzeiten
- 100 Meter: 11,53 s (+1,7 m/s), 15. August 2018 in Bursa
  - 60 Meter (Halle): 7,32 s, 1. Februar 2020 in Istanbul
- 200 Meter: 23,56 s (+0,3 m/s), 21. September 2019 in Leiria
  - 200 Meter (Halle): 24,08 s, 2. Februar 2020 in  Istanbul